# Run Rudolph Run
"Run Rudolph Run!" -  різдвяна пісня, яку популяризував Чак Беррі, написана Джонні Марксом і Марвіном Броді і опублікована студією St. Nicholas Music(ASCAP). Пісня була вперше записана в 1958 році Чаком Беррі і випущена як сингл на Chess Records. З тих пір її зіграли багато разів, іноді під назвою "Біжи, біжи, Рудольф". Пісня є 12-тактовим блюзом, і має чітку музичну паралель до дуже популярної і впізнаваної пісні "Johnny B.Goode", і також мелодично ідентична до "Little Queenie", випущеної в 1959.

## Історія
Пісню написав автор Джоні Маркс і Марвін Броді під назвою "Рудольф - червононосий північний Олень", але на синглі Чака Беррі вказано - "C. Berry Music - M. Brodie". Згодом усі кавер-версії пісні показують оригінальних композиторів та St. Nicholas Music як видавця

## Кавер - версії
Ця пісня була виконана Уїтні Воланін в 2013 році. Її версія досягла високого рейтингу всіх версій на Billboard, де Уїтні в головній ролі у пародії на фільм
A Christmas Story.
 [Архівовано 25 серпня 2015 у Wayback Machine.]
Пісня також була виконана Emily Osment, Lynyrd Skynyrd, Sister Hazel, Billy Ray Cyrus, Five Easy Pieces, Jo Jo Zep & The Falcons, Dave Edmunds, Hanson, Sheryl Crow, Bryan Adams, Lulu, Click Five, The Grateful Dead, Keith Richards, Brinsley Schwarz, Jimmy Buffett, Foghat, Paul Brandt, Whitney Wolanin, Kelly Clarkson, The Tractors, Dwight Yoakam, Reverend Horton Heat, Hanoi Rocks, Billy Idol, Cee Lo Green, Luke Bryan, Brian Setzer Orchestra, Joe Perry, Los Lonely Boys, Jane Krakowski, The Yobs, Vincent Martella, The Muppets' band Dr. Teeth та Electric Mayhem а також супергрупа в складі Lemmy Kilmister, Billy Gibbons і Dave Grohl для альбому  We Wish You a Metal Xmas and a Headbanging New Year.
Конан О'Брайен і його група, Джиммі Vivino і Basic Cable Band, грав пісню, щоб завершити шоу в грудні 2010 року (див. на YouTube).

## Позиція в рейтингах
Оригінальний запис Чака Беррі, 1958 року посів 69 місце на Billboard Hot 100, чарті синглів в грудні 1958. Версія Беррі також з'являлась і у британських списках 1963 року, досягнувши позиції 36. У 2013 році Уїтні Wolanin випустила версію пісні, яка досягла 2 номера на Billboard Adult Contemporary chart. Інші записи, зроблені в США були в кантрі-музиканта Люка Брайана,виконання  якого виступило на номер 42 на чарті Hot Country Songs, і Джастін Мур, чия версія 2011 року виступила на номер 58

### Чак Беррі
| Чарт (1958)            | Позиція |
| ---------------------- | ------- |
| U.S. Billboard Hot 100 | 69      |
| Чарт (1963)            | Позиція |
| UK Singles Chart       | 36      |

### Вітні Воланін
| Чарт (2013)                       | Позиція |
| US Adult Contemporary (Billboard) | 2       |
| --------------------------------- | ------- |

### Люк Брайан
| Чарт (2008—2009)                 | Позиція |
| US Hot Country Songs (Billboard) | 42      |
| -------------------------------- | ------- |

### Джастін Мур
| Чарт (2012)                      | Позиція |
| US Hot Country Songs (Billboard) | 58      |
| -------------------------------- | ------- |

## В медіа
Пісня "Run Rudolph Run" була використана у багатьох фільмах, в тому числі:
- Cast Away
- Diner
- Home Alone
- Jingle All The Way
- The Santa Clause 2
- Stealing Christmas
- Deck the Halls
- Party Party (Dave Edmunds version)